# Laurier du Portugal
Prunus lusitanica
Pour les articles homonymes, voir Laurier.
Espèce
Classification phylogénétique
Le laurier du Portugal (Prunus lusitanica L.) est une espèce de plantes à fleurs de la famille des Rosaceae appartenant au genre Prunus section Laurocerasus (les lauriers-cerise).

C'est un arbuste qui pousse naturellement dans les régions de climat atlantique d'Europe du Sud-Ouest (péninsule Ibérique) et d'Afrique du nord-ouest. C'est un des éléments constituant l'écosystème de la laurisylve. Il est plus rarement appelé prunier du Portugal. 

## Description
C'est un arbuste persistant d'une hauteur de 3 à 8 m, atteignant parfois 20 m de haut. Les feuilles sont lancéolées, ovoïdes à oblongues, la base arrondie, les bordures finement dentées et la pointe effilée, vert foncé brillant dessus et vert-jaunâtre dessous, alternes et persistantes. Le pétiole de 2 cm est rouge sombre. Les fleurs disposées en capitules de 15 à 28 cm de long situées à l'aisselle d'une feuille sont blanches et odorantes. Les fruits sont ovoïdes, coniques à sphériques, verts puis rouge foncé.

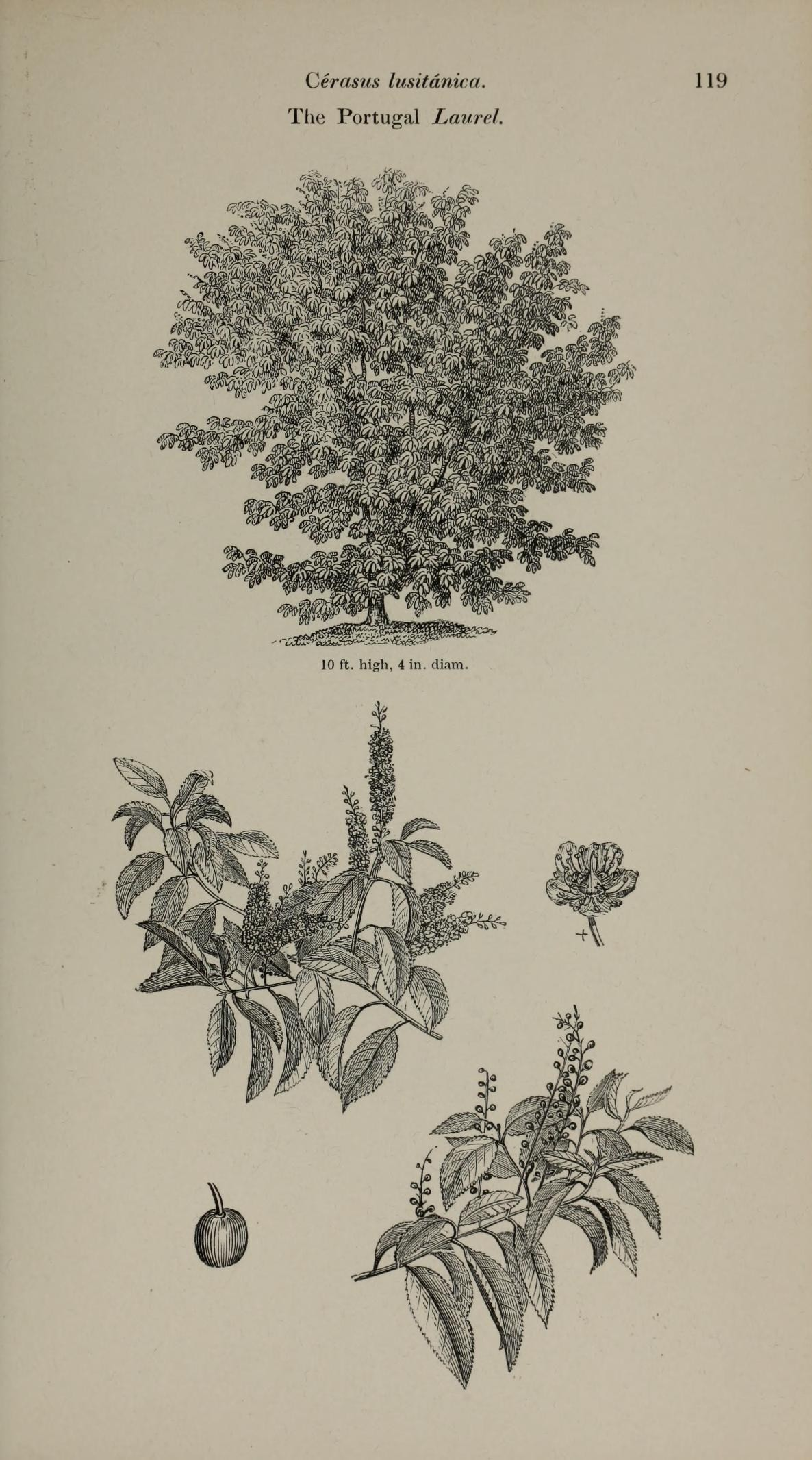
Illustration botanique.
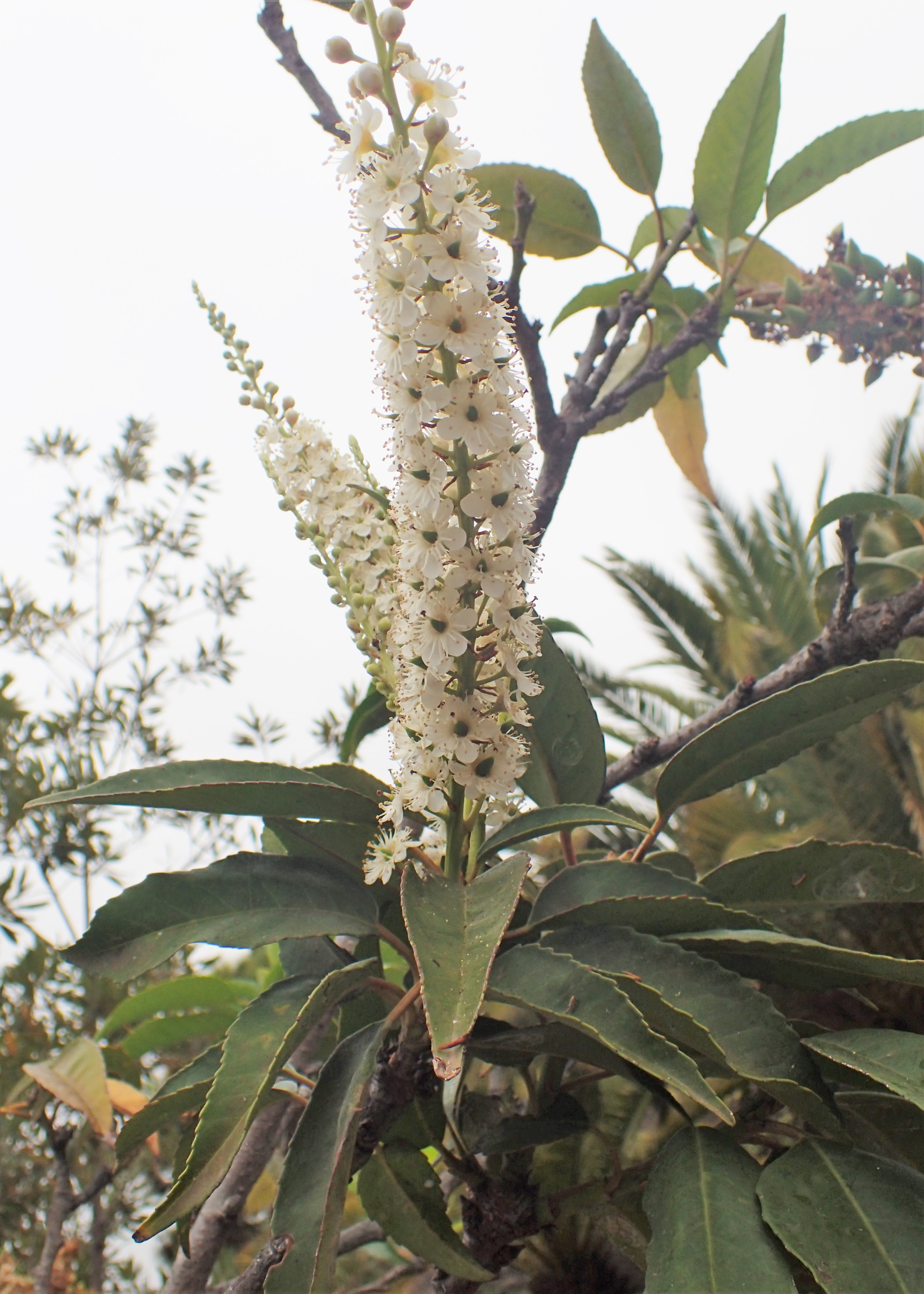
Fleurs.
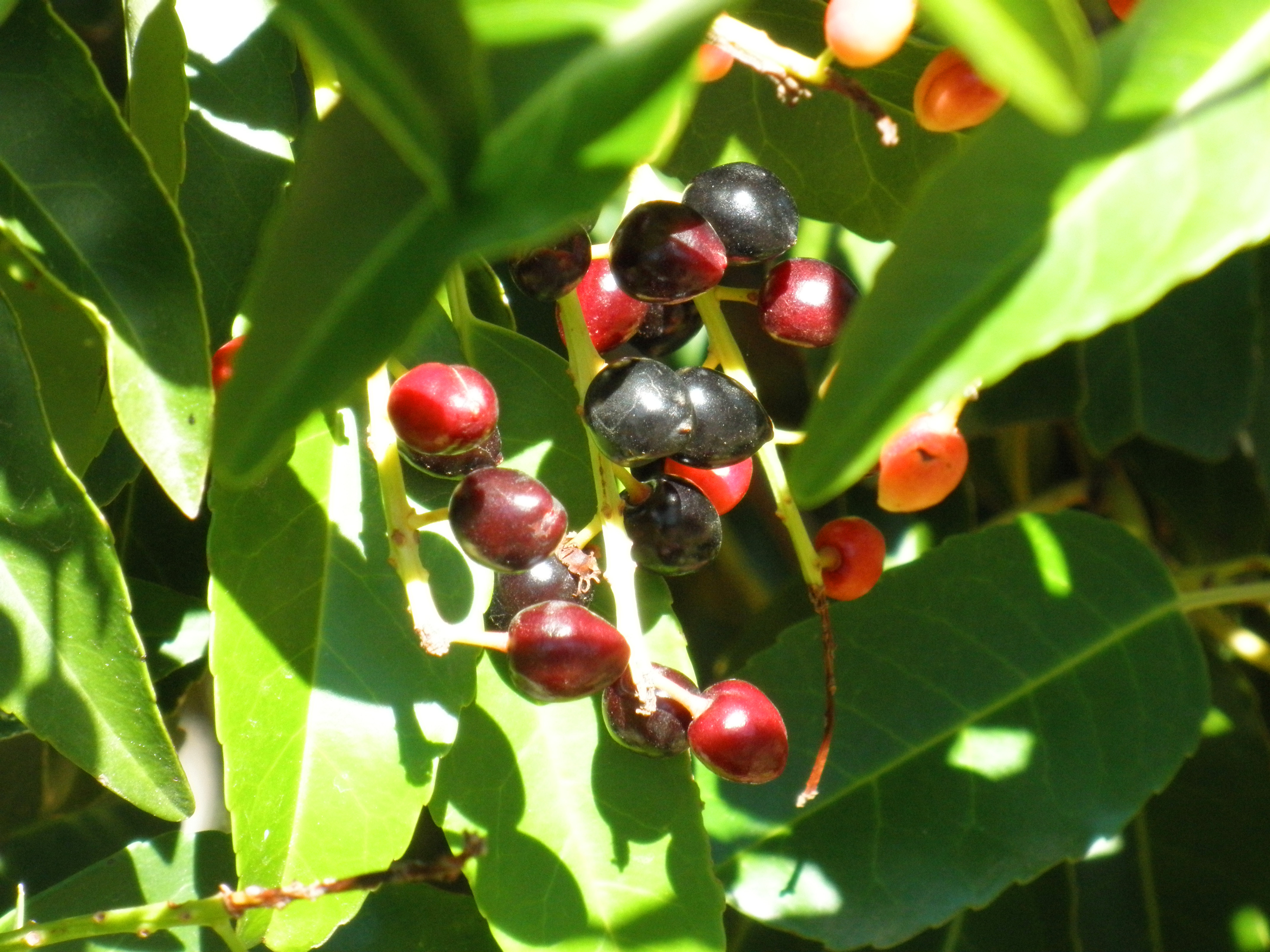
Fruits.
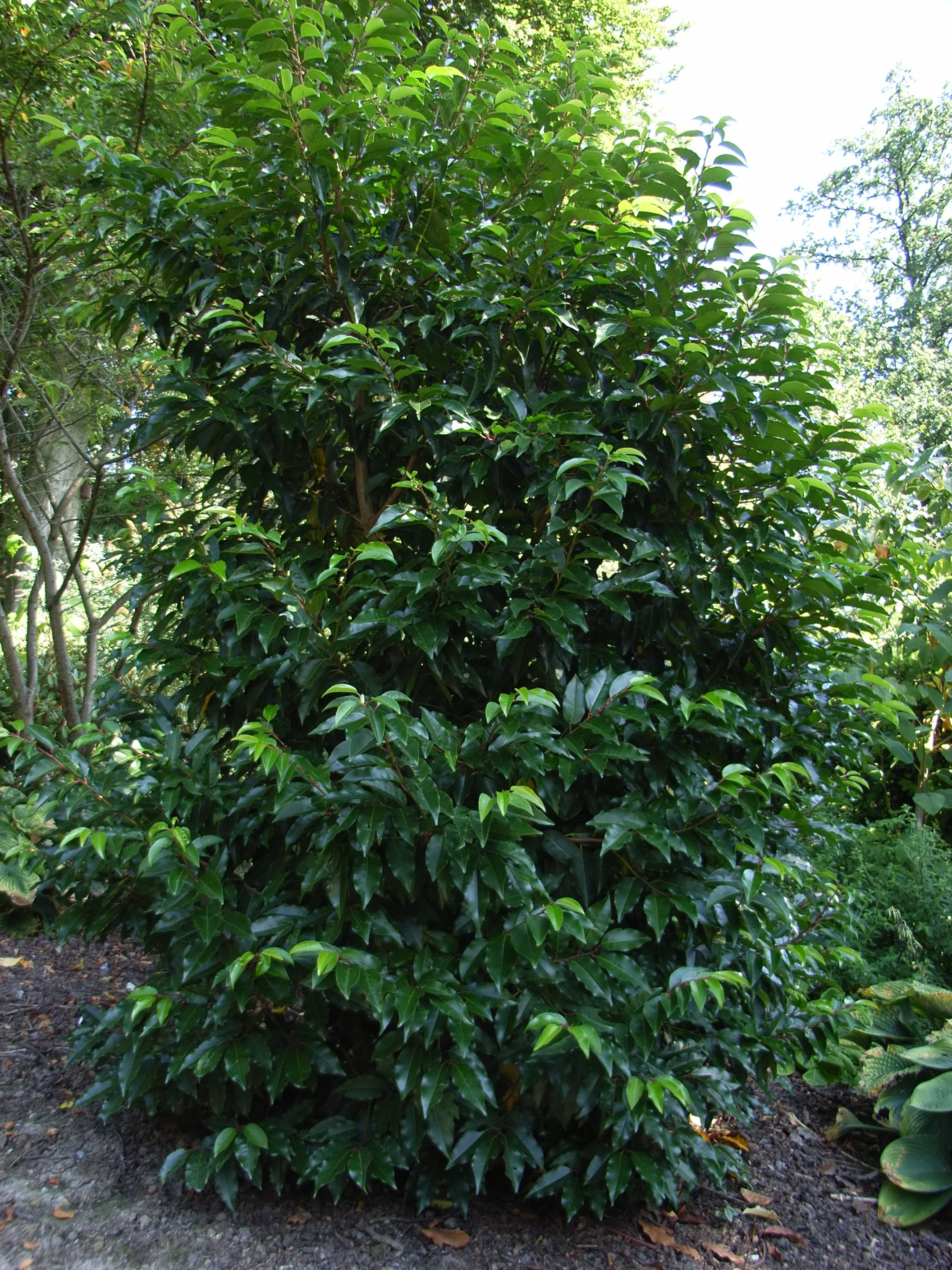
Spécimen taillé.

## Taxonomie

### Sous-espèces
- Prunus lusitanica subsp. lusitanica. Europe continentale : Portugal, Espagne, sud-ouest de la France ;
- Prunus lusitanica subsp. azorica (Mouill.) Franco. Açores ;
- Prunus lusitanica subsp. hixa (Willd.) Franco. Canaries, Madère, Maroc ;

### Cultivars
- Prunus lusitanica 'angustifolia' aux feuilles étroites ;
- Prunus lusitanica 'variegata' aux feuilles panachées.

## Écologie et habitat
Le laurier du Portugal est un arbuste caractéristique des laurisylves d'Europe du Sud-Ouest. Il y existe une sous-espèce endémique des Açores : Prunus lusitanica ssp. azorica, qui est en voie de disparition dans son milieu naturel.

## Étymologie
La Lusitanie (Lusitania en latin et espagnol et Lusitânia en portugais) était une province Romaine couvrant une grande partie de l’actuel Portugal et l'Estrémadure et la province de Salamanque en Espagne.

## Autres noms synonymes
- Laurocerasus lusitanica (L.) M.Roem.
- Cerasus lusitanica Loisel.

## Parasites
Un petit charançon, l'otiorrhynque peut s'attaquer à ses feuilles à l'état adulte et surtout à ses racines à l'état larvaire.